# Ага, Оскар
Оскар Ага (норв. Oscar Aga; род. 6 января 2001, Осло, Норвегия) — норвежский футболист, нападающий норвежского клуба «Русенборг». На правах аренды выступает за клуб «Фредрикстад».

## Карьера
Является воспитанником «Стабека». В 2018 году окончил академию клуба, стал выступать за вторую команду и привлекаться к тренировкам с основной. 25 февраля подписал с клубом контракт до конца 2020 года. 21 апреля 2018 года дебютировал в чемпионате Норвегии в поединке против «Бранна», выйдя на поле на замену на 87-й минуте вместо Олы Бриндхильсена.
6 марта 2023 года подписал трехлетний контракт с клубом «Русенборг». 12 марта дебютировал в матче Кубка Норвегии против «Викинг». В июле 2023 года на правах аренды перешел в клуб «Фредрикстад» до конца 2023 года.

### Сборная
Выступает за юношеские сборные Норвегии. Вместе со сборной до 17 лет принимал участие в юношеском чемпионате Европы 2018 года. Провёл на турнире три встречи.